# JDownloader
jDownloader és un programari gestor de descàrregues de codi obert programat en Java i que en estar programat en Java, el programa es pot utilitzar indistintament als sistemes operatius Windows, Linux i Mac OS de manera gratuïta. El programa permet la descàrrega de manera automàtica d'arxius de llocs web com Mega o Mediafire entre d'altres, tant pels usuaris de comptes prèmium com per usuaris esporàdics no registrats.
El programa permet afegir els enllaços de descàrrega separats per paquets i així poder pausar i continuar les descàrregues individualment.
El software també suporta els temps d'espera de cada servidor de fitxers i la resolució de captches permetent la descàrrega sense la intervenció de l'usuari.